# ريتشارد أشكروفت
ريتشارد بول أشكروفت من مواليد 11 سبتمبر 1971، موسيقي وكاتب أغاني بريطاني، وعازف قيثارة لموسيقى الروك والروك البديل، وهو عضو بارز بفرقة ذا فيرف ذا فيرف السابقة منذ تشكيلها في عام 1990 حتى توقفها في عام 1999.
بعد انفصاله وحل فرقة ذا فيرف الموسيقية، أصبح فنانا منفردا.
أسس أشكروفت فرقة جديدة، إر.بي.آي&اتحاد صوت الأمم (بالإنجليزية: {{{1}}})‏ RPA & The United Nations of Sound، أصدر بمعيتها ألبومه الأول في ال 19 من يوليو 2010.
وصفه كريس مارتن من فرقة كولدبلاي بأنه «مطربه المفضل في العالم».

## روابط خارجية
- ريتشارد أشكروفت على موقع IMDb (الإنجليزية)
- ريتشارد أشكروفت على موقع ميوزك برينز (الإنجليزية)
- ريتشارد أشكروفت على موقع رولينغ ستون (الإنجليزية)
- ريتشارد أشكروفت على موقع إن إن دي بي (الإنجليزية)
- ريتشارد أشكروفت على موقع أول ميوزيك (الإنجليزية)
- ريتشارد أشكروفت على موقع ديسكوغز (الإنجليزية)
- ريتشارد أشكروفت على موقع قاعدة بيانات الفيلم (الإنجليزية)